# Tour de Romandía 2005
La 59.ª edición del Tour de Romandía se disputó del 26 de abril al 1 de mayo de 2005 con un recorrido de 660,5 km dividido en un prólogo inicial y 5 etapas, con inicio en Ginebra, y final en Lausana.
El vencedor fue el colombiano Santiago Botero, cubriendo la prueba a una velocidad media de 41,3 km/h.

## Etapas[1]
| Etapa   | Recorrido                      | Km    | Ganador             |
| Prólogo | Ginebra                        | 3,4   | Óscar Pereiro       |
| 1.ª     | Avenches                       | 166,9 | Alessandro Petacchi |
| 2.ª     | Val-de-Travers-Fleurier        | 171,9 | Alessandro Petacchi |
| 3.ª     | Aigle-Anzère                   | 146,5 | Damiano Cunego      |
| 4.ª     | Châtel Saint-Denis-Les Paccots | 146,9 | Alberto Contador    |
| 5.ª     | Lausana                        | 20,4  | Santiago Botero     |

## Clasificaciones
Así quedaron los diez primeros de la clasificación general de la segunda edición del Tour de Romandía
| \| 1. \| Santiago Botero \| Colombia \| 15h 58'02" \| \| \| 2. \| Damiano Cunego \| Italia \| + 33" \| \| \| 3. \| Denis Menchov \| Rusia \| + 1'18" \| \| \| 4. \| Alberto Contador \| España \| + 1'22" \| \| \| 5. \| Marco Fertonani \| Italia \| + 1'40" \| \| \| 6. \| Alexandre Moos \| Suiza \| + 2'02" \| \| \| 7. \| Óscar Pereiro \| España \| + 2'29" \| \| \| 8. \| Manuel Beltrán \| España \| + 2'31" \| \| \| 9. \| Daniel Atienza \| España \| + 2'34" \| \| \| 10. \| Tadej Valjavec \| Eslovenia \| + 2'57" \| \| |                  |           |            |  |
| 1. | Santiago Botero  | Colombia  | 15h 58'02" |  |
| 2. | Damiano Cunego   | Italia    | + 33"      |  |
| 3. | Denis Menchov    | Rusia     | + 1'18"    |  |
| 4. | Alberto Contador | España    | + 1'22"    |  |
| 5. | Marco Fertonani  | Italia    | + 1'40"    |  |
| 6. | Alexandre Moos   | Suiza     | + 2'02"    |  |
| 7. | Óscar Pereiro    | España    | + 2'29"    |  |
| 8. | Manuel Beltrán   | España    | + 2'31"    |  |
| 9. | Daniel Atienza   | España    | + 2'34"    |  |
| 10. | Tadej Valjavec   | Eslovenia | + 2'57"    |  |

| \| 1. \| Stefano Garzelli \| Italia \| 40 puntos \| \| 2. \| Óscar Pereiro \| España \| 35 puntos \| \| 3. \| Damiano Cunego \| Italia \| 34 puntos \| \| 4. \| Santiago Botero \| Colombia \| 32 puntos \| \| 5. \| André Korff \| Alemania \| 25 puntos \| |                  |          |           |
| 1. | Stefano Garzelli | Italia   | 40 puntos |
| 2. | Óscar Pereiro    | España   | 35 puntos |
| 3. | Damiano Cunego   | Italia   | 34 puntos |
| 4. | Santiago Botero  | Colombia | 32 puntos |
| 5. | André Korff      | Alemania | 25 puntos |

| \| 1. \| Rubén Lobato \| España \| 46 puntos \| \| 2. \| Íñigo Landaluze \| España \| 28 puntos \| \| 3. \| Erik Dekker \| Países Bajos \| 26 puntos \| \| 4. \| Joost Posthuma \| Países Bajos \| 14 puntos \| \| 5. \| Damiano Cunego \| Estados Unidos \| 12 puntos \| |                 |                |           |
| 1. | Rubén Lobato    | España         | 46 puntos |
| 2. | Íñigo Landaluze | España         | 28 puntos |
| 3. | Erik Dekker     | Países Bajos   | 26 puntos |
| 4. | Joost Posthuma  | Países Bajos   | 14 puntos |
| 5. | Damiano Cunego  | Estados Unidos | 12 puntos |